# Popowia
Popowia este un gen de plante angiosperme din familia Annonaceae.

## Specii[1]
- Popowia alata
- Popowia argentea
- Popowia bancana
- Popowia beccarii
- Popowia beddomeana
- Popowia clavata
- Popowia cuspidata
- Popowia cyanocarpa
- Popowia filipes
- Popowia fusca
- Popowia gracilis
- Popowia greveana
- Popowia helferi
- Popowia hirta
- Popowia humbertii
- Popowia lanceolata
- Popowia maritima
- Popowia novoguineensis
- Popowia odoardi
- Popowia pachypetala
- Popowia papuana
- Popowia parvifolia
- Popowia pauciflora
- Popowia perakensis
- Popowia pisocarpa
- Popowia platyphylla
- Popowia polytricha
- Popowia schefferiana
- Popowia setosa
- Popowia tomentosa
- Popowia velutina